# Hannu Virta
Hannu Virta, född 22 mars 1963 i Åbo, är en finländsk före detta professionell ishockeyspelare. Han avslutade sin spelarkarriär 1998 och blev istället tränare.
Virta, som spelade som back, valdes som 38:e spelare totalt i NHL-draften 1981 av Buffalo Sabres. Han spelade 245 matcher i NHL för Sabres och gjorde 25 mål och 101 assist för totalt 126 poäng. 	
1995 vann Virta VM-guld med Finland.

## Spelarkarriär
- TPS 1980–1982, 1986–1994, 1996–97
- Buffalo Sabres 1982–1986
- Grasshopper Club Zürich 1994–1996
- ZSC 1997–98

## Tränarkarriär
- TPS 1998–2003, 2005–2009
- Esbo Blues 2003–2005
- HC Lugano 2009
- Finland U18 2009–10
- Jokerit 2010–